# Свануће
Свануће је југословенски филм из 1964 године. Режирао га је Никола Танхофер а сценарио су написали Славко Голдстеин, Стјепан Перовић и Никола Танхофер.
Филм "Свануће" је приказан на 11. Филмском фестивалу у Пули 1964. године.

## Радња
Стројовођа теретног воза се нашао у дилеми када је сазнао љубавну везу своје супруге и пријатеља ложача којег је примио у стан: довољан је један његов потез да супарник настрада приликом прикопчавања вагона-цистерни које су се откачиле и јуре низбрдицом...

## Улоге
| Глумац             | Улога                                |
| ------------------ | ------------------------------------ |
| Миха Балох         | Ложач Миха                           |
| Илија Џувалековски | Машиновођа Фрањо Мајдак              |
| Сенка Велетанлић   | Мила (као Сенка Велетанлић-Петровић) |
| Павле Вуисић       | Илија                                |
| Борис Дворник      | Помоћни шофер Стево                  |
| Вања Драх          | Кочничар Јура                        |
| Младен Шермент     | Прометник Хршак                      |
| Марија Лојк        | Девојка поред Џубокса                |
| Тана Маскарели     | Мајка                                |
| Андро Лушичић      | Шеф железничке станице               |
| Павао Сацер        | Инспектор                            |
| Велимир Хитил      |                                      |
| Илија Ивезић       |                                      |
| Јулије Перлаки     | Милицајац                            |
| Вида Јерман        | Девојка из ресторана                 |